# Bath Time
Bath Time è un videogioco sviluppato da Lajos Balint e Imre Abos (due programmatori ungheresi della Andromeda Software) e pubblicato da PPS (Personal Software Services) nel 1984 per Commodore 64.

## Modalità di gioco
Ci troviamo in una fontana abitata da due animaletti: un pesce e un cigno. Qui ci sono anche due angioletti: uno, comandato dal computer e posizionato nella parte alta dello schermo, fa di tutto per riempire fino all'orlo o svuotare completamente l'acqua della fontana agendo su alcuni rubinetti che scaricano l'acqua all'interno della vasca; l'altro, comandato dal giocatore, deve cercare di impedire che questo si verifichi agendo anch'esso sui rubinetti che garantiscono il deflusso dell'acqua. 
Scopo del gioco è cercare di mantenere costante il livello dell'acqua per un certo periodo di tempo evitando la fuga del cigno dalla fontana (nel caso in cui la vasca si dovesse riempire completamente) o la morte del pesciolino (nel caso invece in cui la vasca si dovesse svuotare del tutto).
A complicare ulteriormente le cose ci sono altri due personaggi che di tanto in tanto sbucano fuori: un elefante, che con la sua proboscide preleva in fretta una gran quantità di acqua dalla vasca, e un ragazzino, che con un recipiente la riempie.
È possibile giocare anche nella modalità a due giocatori: in tal caso il secondo giocatore controlla l'angioletto che sta in alto nella schermata.